# Oreithales integrifolia
Oreithales integrifolia är en ranunkelväxtart som först beskrevs av Carl Sigismund Kunth och Dc., och fick sitt nu gällande namn av Schlechtendal. Oreithales integrifolia ingår i släktet Oreithales och familjen ranunkelväxter. Inga underarter finns listade i Catalogue of Life.